# یاچا سیرکئی
یاچا سیرکئی (به اسپانیایی: Jach'a Sirk'i) یک کوه در پرو است که در Peru, Cusco Region واقع شده‌است. یاچا سیرکئی ۴٬۸۰۰ متر بالاتر از سطح دریا واقع شده‌است.